# Битка при Валансиен
Битката при Валансиен се състои на 16 юли 1656 г. между армиите на Испания, командвана от дон Хуан Хосе Австрийски и френския благородник Конде (който тогава е на испанска служба), и Франция под ръководството на Тюрен. Това е едно от малкото поражения на Тюрен и се смята за последната голяма испанска победа през XVII век.

## Причини
На 18 май 1656 френските войски, командвани от Тюрен, затягат обръча около укрепения град Валансиен, който се защитава от испански гарнизон под командването на Франсиско де Менесес. Добре организираната обсада започва да изтощава защитниците. Към края на юни Хуан Хосе Австрийски, губернатор на Испанска Нидерландия, решава да се притече на помощ на Валансиен, понеже ситуацията става неудържима.
Френската армия, която се състои от 115 кавалерийски дивизии и 31 пехотни, е разделена от още две дивизии от всяка страна на река Шелда, едната командвана от Тюрен, а другата от Льо Фер, като това създава проблеми с комуникацията.

## Ход на битката
През нощта на 15 юли, когато крепостта е напът да се предаде, пристига испанската армия, състояща се от 81 ескадрона конници и 27 пехотинци. Войската на дон Хуан се окопава на около левга от противника и се приготвя за настъпление. Разделят се на четири групи за атака:
- Испански и ирландски пехотинци под командата на Хуан Хосе Австрийски и маркиза на Карасена.
- Войските, комндвани от принца на Лине.
- Войските на Конде и херцога на Вюртемберг.
- Новата армия, която трябва да се води от графа на Марсин.

Конде напада френските сили с такава ярост, че ги изненадва и унищожава тяхната съпротива. Хуан Хосе Австрийски устоява на френските атаки, поради храбростта на своите войски и на свой ред напада французите. След това Тюрен отблъсква залъгваща испанска атака и тръгва на помощ на Фер, но напразно и се налага да се оттегли чак до Кесно, където реорганизира силите си.
Испанците пленяват 400 френски офицери, включително Льо Фер, лейтенант на Тюрен и 4000 войници (но някои източници намаляват броя на 77 офицери и 1200 войници), включително техните принадлежности и провизии, 50 оръдия и целият им френски личен състав. От дивизията на Льо Фер успяват да избягат само 2000 души, като захвърлят оръжието си и побягват безредно.

## Последици
Победата при Валансиен допринася много за повдигането на морала на испанските терции, особено като се вземе предвид численото превъзходство на французите.
Фелипе IV заповядва да се направи златен медал по случай победата и го изпраша на Конде заедно със сабя, също от злато. Французите, обаче, успяват да реагират и знаейки численото си превъзходство не позволяват да бъдат сплашени. Тюрен бързо набира нови сили и продължава кампанията си.
Отслабените испански сили не са достатъчни, за да се извлече достатъчно полза от ситуацията, в резултат на което преговорите между двете срани в Мадрид се провалят, понеже окуражени от своя успех, испанците отказват да изпълнят френските искания. Войната продължава до 1659, когато обединените сили на Франция, Англия и Нидерландия побеждават испанците в битката при Дюните.